# Жан Антуан Артур Гріс
Жан Антуан Артур Гріс (фр. Jean Antoine Arthur Gris; 11 грудня 1829 — 18 серпня 1873) — французький ботанік.

## Біографія
Артюр Гріс народився 11 грудня 1829 року в комуні Шатійон-сюр-Сен департаменту Кот-д'Ор. Навчався у Парижі, у 1857 році здобув ступінь доктора з ботаніки. Його дисертація була присвячена мікроскопічним дослідженням хлорофілу. З 1859 року Гріс працював у Паризькому музеї природної історії. У 1864 році його було призначено асистентом Адольфа Теодора Броньяра.
Гріс і Броньяр видали багато спільних публікацій, серед яких найбільш відомі статті по флорі Нової Каледонії.
Жан Антуан Артур Гріс помер 18 серпня 1873 року в Парижі.

## Окремі наукові роботи
- Brongniart, A.T.; Gris, J.A.A. (1871). Fragments d'une flore de la Nouvelle-Calédonie. Ann. sci. nat., Bot. ser. 5. 13: 340–404.

## Роди, названі на честь А. Гріса
- Grisia Brongn., 1865 [syn.  Bikkia Reinw., 1825, nom. cons.]